# Пам'ятник Тарасові Шевченку (Мінськ)
Пам'ятник Тарасові Шевченку в Мінську (біл. Помнік Тарасу Шаўчэнку ў Мінску, рос. Памятник Тараса Шевченко в Минске) — пам'ятник великому українському поетові, письменнику і художнику, «будителю нації» Тарасу Григоровичу Шевченку в столиці Білорусі місті Мінську. 
Це єдиний повнофігурний монумент Шевченку у Білорусі.

## Загальна інформація
Пам'ятник встановлено у центральній частині Мінська — в Степановському саду на розі вулиць Старовіленської та Кисельова, поруч з приміщенням-новобудовою Посольства України в Республіці Білорусь. З нагоди 185-річчя з дня його народження
Автори пам'ятника — український скульптор Віктор Липовка та білоруський архітектор Віктор Крамаренко, що виконав архітектурну прив'язку монумента.

## Опис
Пам'ятник являє собою бронзову постать Тараса Шевченка на невеликому підніжжі (цілісна скульптура), що встановлена на циліндричному округлому постаменті з рожевого граніту на округлому стилобаті з того ж граніту, доповненому пологими круговими сходами. 
Автор зобразив уже немолодого поета в задумі, статичності й шаблонності у втіленні образу Кобзаря скульпторові вдалося уникнути. Як загалом, так і в деталях, проглядається деяка подібність мінського пам'ятника Шевченку на зображення поета в московському пам'ятнику Тарасові Шевченку. 

## З історії пам'ятника
Перший пам'ятник Тарасу Шевченку в Мінську був встановлений в 1976 році на однойменному бульварі.
Встановлення пам'ятника Тарасу Шевченку в Мінську, за часом першого в незалежній Білорусі, напряму пов'язане з функціонуванням Посольства України в цій країні. 
Дипломатичні відносини між Україною та Республікою Білорусь встановлено 27 грудня 1991 року, а от Посольство України в Республіці Білорусь було створено за півроку — 30 червня 1992 року. Тривалий час зайняли вибір і виділення землі під Українське Посольство в Мінську, а також власне будівельні роботи зі зведення його будівлі. Нарешті 1 грудня 2000 року (у 9-ту річницю Всеукраїнського референдуму 1991 року) Будинок Посольства в сучасному архітектурному стилі було урочисто відкрито — за участю Президента України Л.Д. Кучми, Прем'єр-міністра України В.А. Ющенка, Міністра закордонних справ України А.М. Зленка, а також Прем'єр-міністра Республіки Білорусь В.В. Єрмошина і Заступника Прем'єр-міністра Республіки  Білорусь – Міністра закордонних справ Республіки Білорусь М.М. Хвостова. 
Будівництво приміщення Посольства України в Мінську було поєднано з упорядкуванням навколишньої території, зокрема скверу «Степановський сад». Вже тоді з'явилась ідея встановлення в цьому місці пам'ятника Шевченкові, що її було втілено за 2 роки. 
Пам'ятник Кобзареві, садово-паркові роботи, а також встановлення бювету з артезіанською водою за київською технологією були подарунками української столиці Мінську. Урочисте ж відкриття пам'ятника Тарасові Шевченку в центрі білоруської столиці, за участю тодішнього київського мера Олександра Омельченка та Голови мінського місьвиконкому Михайла Павлова, що відбулося 23 квітня 2002 року, стало одним з ключових моментів Днів Києва у Мінську.

## Виноски
1. ↑  З історії Посольства [Архівовано 12 грудня 2009 у Wayback Machine.] на Посольство України в Республіці Білорусь (офіційний сайт) [Архівовано 22 січня 2009 у Wayback Machine.]
2. ↑  Афоніна Анжела У центрі Мінська відкрито пам’ятник Тарасові Шевченку [Архівовано 7 жовтня 2013 у Wayback Machine.] // стаття в газеті «Хрещатик» за 23 квітня 2002 року